# Соловьёв, Юрий Яковлевич (дипломат)
Юрий Яковлевич Соловьёв (1871 — 1934) — русский и советский дипломат.

## Биография
Родился в семье активного деятеля крестьянской реформы Александра II сенатора Я. А. Соловьёва.
В 1893 году окончил Александровский лицей и поступил на службу в министерство иностранных дел.
С 1895 года — второй секретарь миссии в Китае, с 1898 по 1904 годы — в Греции, в 1905 году — первый секретарь в Черногории, с 1906 по 1908 годы — в Румынии, с 1909 по 1911 годы — в Штутгарте.
С 1912 года служит советником российского посольства в Испании. С августа 1917 года после отставки посла временного правительства А. В. Неклюдова исполняет обязанности поверенного в делах России в Испании.
После Октябрьской социалистической революции Ю. Я. Соловьёв был одним из немногих дипломатов, согласившихся сотрудничать с советской властью. Однако в связи с отказом испанского правительства признать новую российскую власть, сложил с себя дипломатические полномочия.
Выехал из Мадрида в феврале 1918 года, но не имея возможности попасть в Россию, провёл несколько лет за границей.
Вернулся в Москву в 1922 году и в течение пяти лет служил в НКИД, затем в Красном Кресте.
Автор мемуаров «Воспоминания дипломата. 1893—1922».

## Сочинения
- Соловьёв Ю. Я. Воспоминания дипломата. 1893-1922. — М.: Издательство социально-экономической литературы, 1959. — 416 с.